# Passo del Brallo
Il passo del Brallo è un valico dell'Appennino ligure che mette in comunicazione la valle Staffora (Lombardia) con la Val Trebbia (Emilia-Romagna) e con la parte pavese della val Tidone. Si trova lungo la strada provinciale 186 del Passo del Brallo, una deviazione della strada statale 461 del Passo del Penice che inizia a Varzi e prosegue attraverso i comuni di: Menconico, Santa Margherita di Staffora e infine di Brallo di Pregola, comune che ospita il valico. Oltrepassato quest'ultimo la strada scende lungo la valle dell'Avagnone in un insieme di curve e stretti tornanti in val Trebbia, innestandosi alla strada statale 45 di Val Trebbia in località Ponte Organasco, nel comune di Cerignale.

## Descrizione
Il passo (951 m s.l.m.) è sul crinale che unisce il monte Penice (1.460 m) con il monte Lesima (1.724 m). Importante via di transito nel passato quando permetteva di tenere i contatti tra la val Trebbia e la valle Staffora e le comunicazioni attraverso i feudi imperiali creati da Carlo Magno per mantenere il controllo degli accessi al mare, ha man mano perso la sua importanza politico-commerciale per conservare solo quella turistica.
Nel punto del passo si è sviluppato la parte recente del comune (Brallo di Pregola) con un piccolo abitato, ristoranti, alberghi e bar, e nel circondario un discreto numero di case di villeggiatura e qualche impianto sciistico. Da qui transita la strada che collega il passo del Penice con il passo del Giovà, passando sotto la Cima Colletta e la vetta del monte Lesima dà accesso per la manutenzione della postazione radar posta sulla cima.